# Charoen Pokphand
Charoen Pokphand är Thailands största företagskonglomerat, vars huvudverksam består av livsmedelsproduktion. Förutom denna är man involverade i detaljhandelsbranschen genom bland annat franchisedrivning av landets stora 7-Elevenkejda som finns i nästan alla thailändska städer. Man driver även teleoperatören True Corporation och är delägare av 7-Eleven i Japan samt 3 i Indonesien.